# Madeleine Veyssié
Madeleine Veyssié, née Counillon, est professeur de sciences physiques à l'Université Pierre-et-Marie-Curie (Paris VI). Elle fut une proche collaboratrice de Pierre-Gilles de Gennes. C'est elle qui est à l'origine de l'appellation « matière molle ».

## Biographie
Élève de l'École normale supérieure de Sèvres de 1954 à 1958 où elle côtoie Adrien Douady et Jacques Villain, elle obtient l'agrégation de physique et chimie en 1959.
Elle commence sa carrière à la Faculté des Sciences de Grenoble, puis intègre le Groupe d'Étude des cristaux liquides d'Orsay, dirigé par Pierre-Gilles de Gennes, et qui déménage au Collège de France en 1972.
Madeleine Veyssié devient professeur des universités à Paris VI en 1975, puis directrice du laboratoire de Physique de la matière condensée au Collège de France de 1984 à 1995.
Dans le cadre de ses recherches, elle s'intéresse à divers objets de la matière molle : cristaux liquides (thermotropes, polymères ou lyotropes), particules Janus, ferrosmectiques.
De 1984 à 1986, Madeleine Veyssié est chargée de mission au Ministère de la Recherche et de la Technologie. Elle est Secrétaire générale de la Société Française de Physique de 1985 à 1990, et présidente de la section 06 du CNRS de 1987 à 1991.
En 1991, elle est la seule femme à accompagner Pierre-Gilles de Gennes à la cérémonie de remise du Prix Nobel à Stockholm.
Elle est également directrice de la collection "128 sciences" chez Nathan de 1995 à 1999.

### Participation à des ouvrages collectifs
- Les très basses températures, La science contemporaine, 1964.
- Les cristaux liquides : concepts et applications, Sciences et Techniques, 1978.
- La matière aujourd'hui, Le Seuil, 1981.

### Direction d'ouvrages
- Madeleine Veyssié (dir.) et Geneviève Martin, Panorama sur l'optique, de l'optique géométrique à l'optique quantique, Armand Colin, 1998.
- Madeleine Veyssié (dir.) et Jérôme Sirven, Les ondes du linéaire au non-linéaire, Dunod, 1999.
- Madeleine Veyssié (dir.) et Robert Zitoun, Introduction à la physique des particules, Dunod, 2000.